# 阿历克塞四世
阿历克塞四世·安吉洛斯（希臘語：Αλέξιος Δ’ Άγγελος，约1182年—1204年2月8日），拜占庭帝国皇帝（1203～1204年在位），是伊萨克二世的儿子。1195年，伊萨克二世被阿历克塞三世废黜，他与父亲一同被囚禁。1199年他和父亲设法逃脱，前往德国国王，其姐夫士瓦本的菲利普处寻求帮助。1203年，在十字军及威尼斯盟友的帮助下，阿历克塞四世和伊萨克二世夺回帝位，父子两人成为共治皇帝。但阿历克塞四世无力支付事先承诺给十字军的报酬。重税和十字军在君士坦丁堡的暴行引起民众极大不满。1204年1月底，阿历克塞三世的女儿欧多齐娅的情人阿历克塞·杜卡斯发动叛乱，阿历克塞四世最后被缢死。

## 腳註
1. ↑  . Encyclopedia Britannica.   [2021-03-15]. （原始内容存档于2021-04-25） （英语）.
2. ↑  陈志强.  (M) 1. 北京: 商务印书馆. 2003年: 286页. ISBN 7-100-03744-1.
3. ↑  （南）奥斯特洛格尔斯基.  (M) 1. 西宁: 青海人民出版社. 2006年5月: 340页. ISBN 7-225-02781-6.

## 资料来源
- Angold, Michael, The Fourth Crusade (London and New York, 2004).
- Brand, C.M., 'A Byzantine Plan for the Fourth Crusade', Speculum, 43 (1968), pp. 462–75.
- Harris, Jonathan, Byzantium and the Crusades (2nd ed. London and New York, 2014). ISBN 978-1-78093-767-0
- The Oxford Dictionary of Byzantium, Oxford University Press, 1991.
- Phillips, Jonathan, The Fourth Crusade And The Sack Of Constantinople (London and New York, 2004).
- Plate, William. . 威廉·史密斯  (编).  1. Boston: Little, Brown and Company（英语：Little, Brown and Company）: 131. 1867  [2017-08-29]. （原始内容存档于2021-02-03）.
- Savignac, David. .   [2017-08-29]. （原始内容存档于2019-07-13）.